# La Huella del Hombre en Monfragüe
La Huella del Hombre en Monfragüe es un Museo Etnográfico y Centro de Interpretación ubicado en la localidad de Serradilla, en la provincia de Cáceres (España). El espacio dedicado a centro de interpretación hace un recorrido histórico acerca de la huella que dejó el ser humano en su paso por el Parque del Monfragüe, que comienza en la Prehistoria y termina en la actualidad. El itinerario se complementa con la colección etnográfica del museo, donde se expone una abundante selección de piezas que ilustran la vida tradicional de la zona, tratando una amplia diversidad de temas a través de los objetos cotidianos. 

## Historia
El edificio del museo fue construido entre diciembre de 1994 y mayo de 1995, fecha esta última, en la que fue inaugurado. A fecha de su inauguración el museo carecía de fondos, motivo por el que permaneció cerrado hasta su definitiva apertura al público en el mes de agosto de 1996. Para entonces ya contaba con buena parte de la colección actual, que fue en gran medida reunida gracias a las donaciones de los vecinos de la localidad. 
En el año 2011 se decidió inaugurar un Centro de Interpretación que ocuparía la misma sede que el Museo Etnográfico, y en 2012 se realizaron labores de renovación en la museografía del edificio. Esto dio cabida al espacio que actualmente alberga el centro de interpretación, incluyendo una exposición permanente acerca de la Prehistoria y una sala de exposiciones temporales. 

## Sede
El Centro de Interpretación, así como la localidad de Serradilla, se encuentra en el enclave del Parque nacional de Monfragüe, motivo por el cual este será un tema significativo dentro de su colección y sus actividades de divulgación. El centro se ubica en las cercanías de la carretera que da acceso al pueblo, y está convenientemente señalizado. Cuenta con dos plantas, de las cuales la inferior es la que alberga el grueso de las colecciones y el espacio de Centro de Interpretación, mientras que la planta superior está dedicada a informar a los visitantes acerca de las diferentes rutas senderistas y actividades disponibles en el Parque del Monfragüe. 

## Colecciones

#### Centro de InterpretaciónLa Huella del Hombre en Monfragüe
El recorrido comienza con un breve itinerario que se inicia en la etapa prehistórica, donde a través de paneles explicativos se da a conocer al visitante los distintos períodos que comprenden este momento histórico, a la vez que se da una breve explicación acerca de la realización de las pinturas rupestres y por dónde se pueden encontrar, ya que están dispersas a lo largo y ancho del parque natural. También se explican las sucesivas etapas históricas de las que han quedado vestigios por toda la zona, desde la romana, pasando por la visigoda y la conquista árabe, y llegando hasta el siglo XIX con la Guerra de Independencia y las guerras carlistas. 

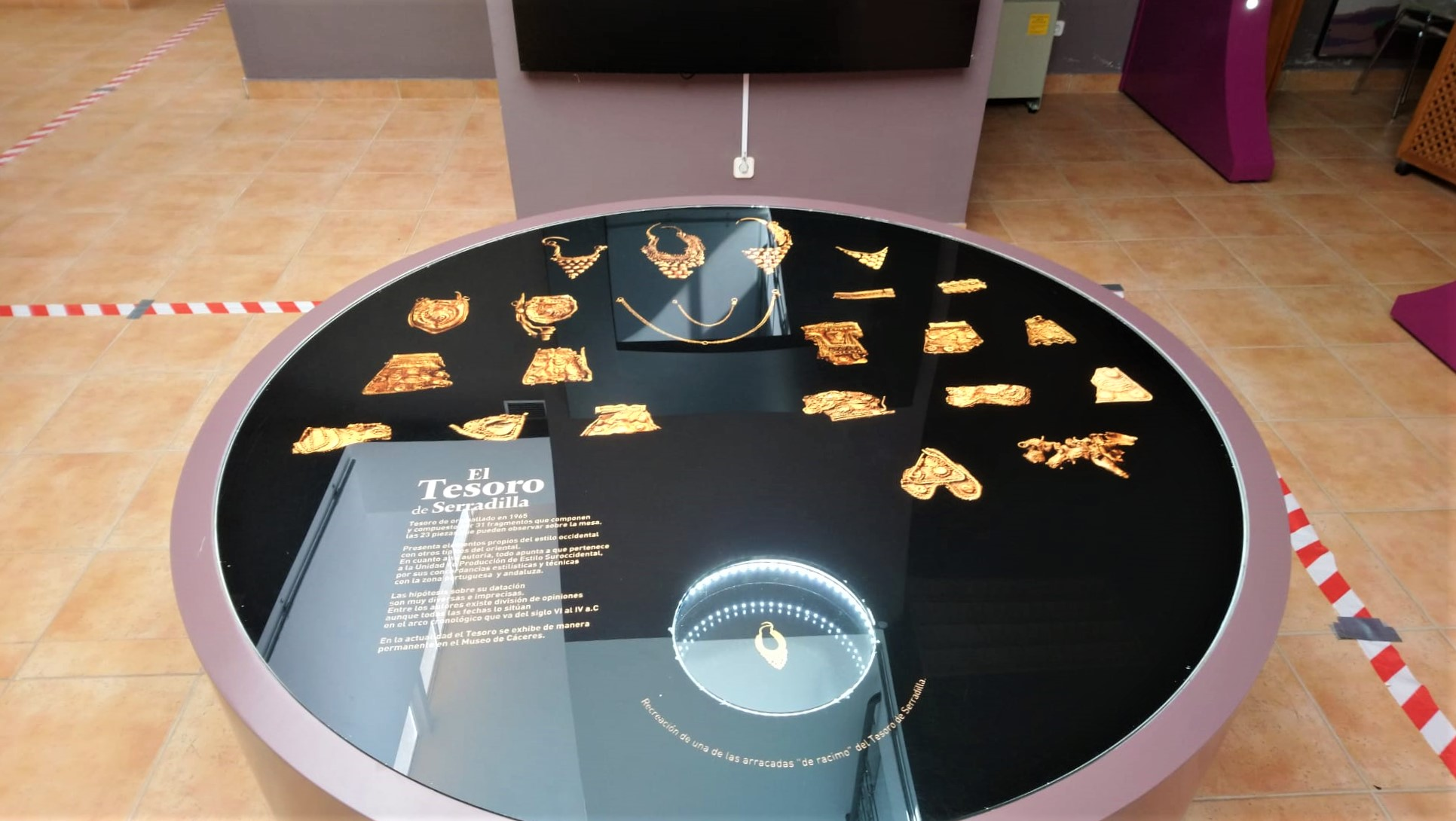
Reproducción del Tesoro de Serradilla

Uno de los objetos que podemos ver expuestos en esta zona es una réplica de la Carta Real concedida por el rey Felipe II, mediante la cual Serradilla pasaba de ser una población dependiente de la cercana localidad de Plasencia, a ser proclamada Villa Realenga y por lo tanto, dependiente directamente de la Corona. También en esta zona encontramos una mesa informativa acerca del conocido como Tesoro de Serradilla, descubierto en 1965 y compuesto por 26 piezas de orfebrería pertenecientes a la Primera Edad del Hierro y albergadas en el Museo de Cáceres. En esta mesa se da más información acerca del tesoro y se incluye la reproducción de una de las piezas que lo componen, así como imágenes del resto del conjunto. 

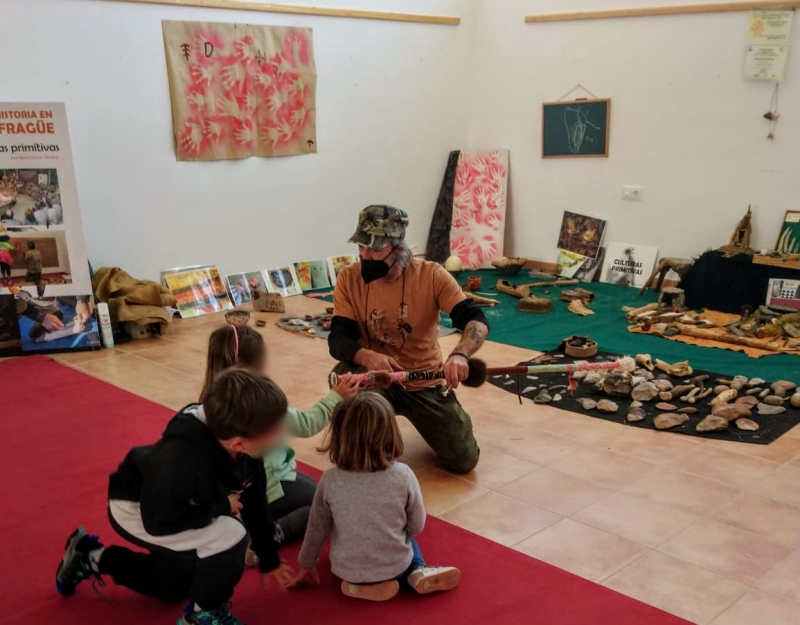
Taller didáctico sobre Prehistoria

A continuación se encuentra un espacio dedicado a albergar, por una parte una sala de exposiciones temporales, en la que se acogen muestras y certámenes artísticos y fotográficos que en su mayoría protagonizan autores de la zona. Una de las exposiciones más importantes que se albergó en estas instalaciones fue Retratos de Extremadura, organizada por el Periódico de Extremadura en noviembre de 2019. En ella se exhibían fotografías que mostraban imágenes de Extremadura a lo largo de su historia desde 1923. Por otro lado, junto a la sala de exposiciones encontramos una exposición permanente dedicada a exponer y explicar objetos y técnicas prehistóricas, tales como la fabricación de armas y utensilios, o la elaboración de pinturas rupestres. También aquí se pueden realizar talleres interactivos, donde un guía procede a demostrar cómo se realizaban este tipo de tareas. 

#### Museo Etnográfico

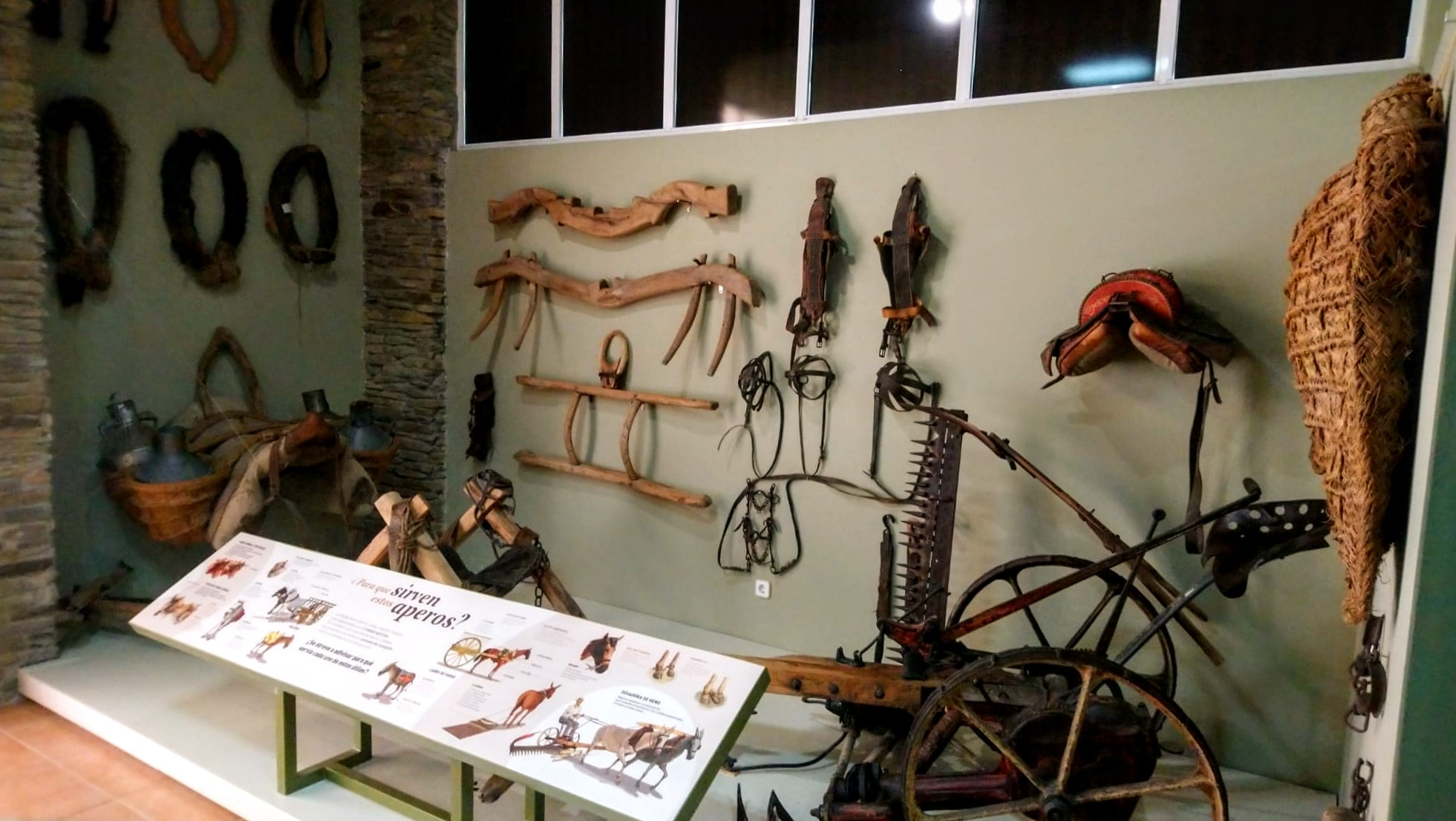
Sala dedicada a los aperos agrícolas

En cuanto a la zona dedicada a las colecciones etnográficas, la sala está dividida en secciones temáticas, en las que cada una está destinada a la muestra de objetos relacionados con diferentes actividades, tales como los diferentes trabajos del campo, oficios tradicionales (muchos de ellos desaparecidos en la actualidad), artesanías típicas, o actividades habituales del entorno natural y de la vida doméstica. Podemos encontrar objetos que nos hablan del cultivo de la tierra, de la caza del lobo, de la elaboración de alimentos como la miel o el queso y de la confección del lino, zapatos, o mobiliario. El museo también alberga un par de relicarios realizados en madera policromada y dedicados a San Agustín y a Santa Elena, así como una pequeña capilla devocional consagrada a la Virgen del Monfragüe y datada en 1720, cuya finalidad era ser trasladada de casa en casa para que los vecinos pudieran custodiarla y venerarla durante un breve período de tiempo. Estas tres piezas fueron donadas por el convento de monjas Agustinas Recoletas, siendo esta última la más antigua con la que cuenta la colección.

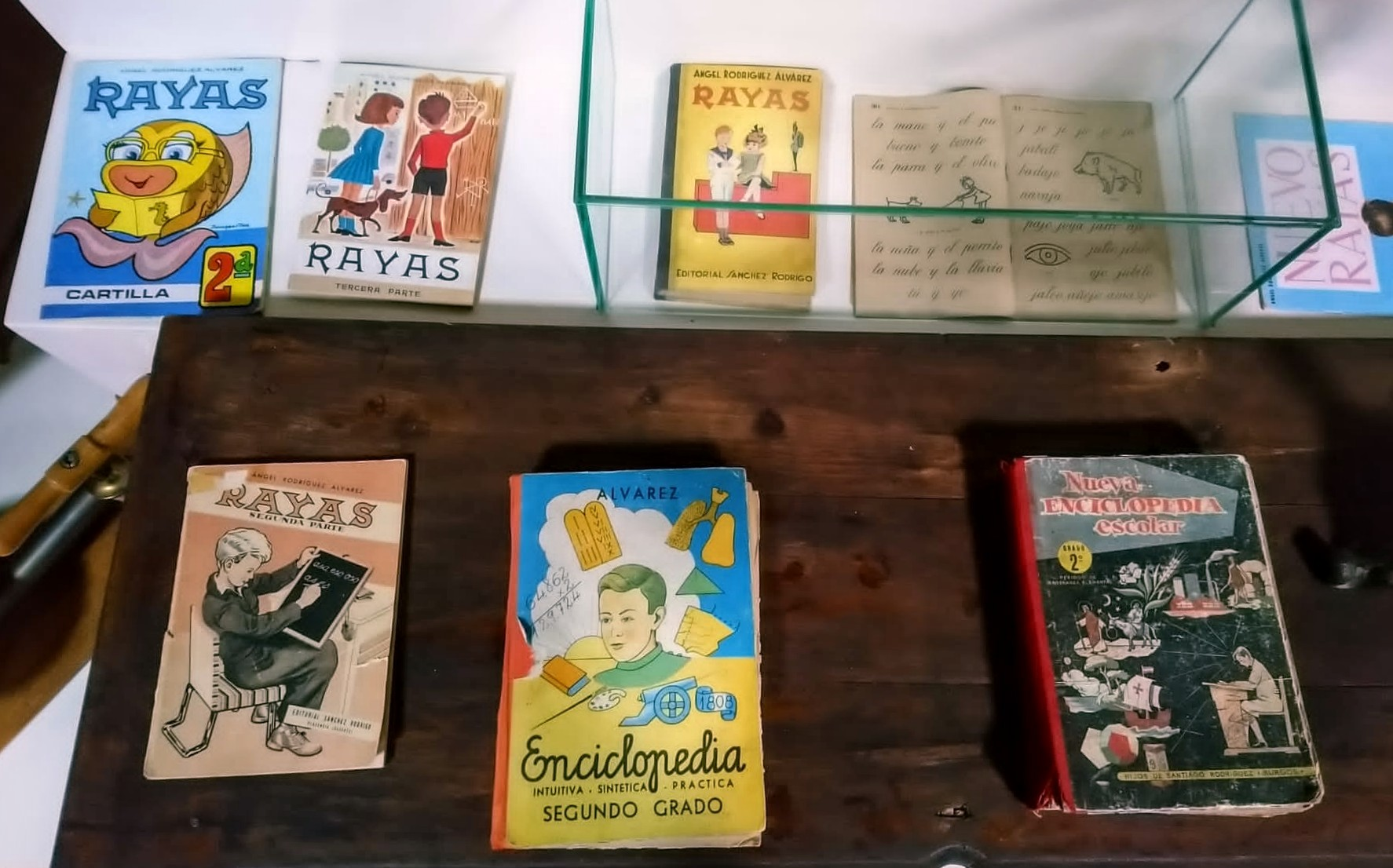
Ejemplares del método Rayas

También se hace mención a personajes relevantes del pueblo de Serradilla, como fueron Ángel Rodríguez Álvarez y Agustín Sánchez Rodrigo. El primero de ellos fue el creador de un método de enseñanza para la lectura que recibe el nombre de Rayas. Este método fue muy popular durante la primera mitad del siglo XX, especialmente en Extremadura, aunque también se extendió por toda España e incluso llegó a algunas partes de Latinoamérica. Ángel Rodríguez Álvarez estudió magisterio en Cáceres y diseñó el método en 1905. Por otro lado, Agustín Sánchez Rodrigo abrió una imprenta en 1905, en la que el método Rayas comenzó a imprimirse. Además de esto, en 1916 comenzó a publicar un periódico quincenal, El Cronista, que recoge las principales noticias de Serradilla desde este año hasta 1932. 

#### Entorno natural Reserva de la Biosfera
En las escaleras que dan acceso al piso superior encontramos una colección de veinte láminas con ilustraciones pertenecientes a la cuarta edición de Don Quijote de la Mancha. Se trata de grabados realizados en calcografía para la edición de 1819, donde se muestra un retrato de Cervantes, así como varias escenas que ilustran la obra. 
La sala del primer piso está dedicada al entorno natural del Parque de Monfragüe. En ella se explican las diferentes rutas senderistas que recorren la zona, así como los puntos turísticos que se pueden encontrar tanto en el propio núcleo urbano, como en el territorio natural de los alrededores. Para ello cuenta con un mural, que ilustra un plano de la zona con la ubicación de los sitios turísticos más relevantes, como el emplazamiento de las diferentes pinturas rupestres que se pueden visitar, y la proyección de un vídeo explicativo.

## Actividades
El museo realiza varias actividades, tanto didácticas, como de difusión del patrimonio material y natural. Además de los ya mencionados talleres interactivos dedicados al aprendizaje sobre la Prehistoria y las exposiciones temporales artísticas y fotográficas, también es posible realizar un paseo en barco por el río Tajo, cuyas entradas pueden reservarse en el propio centro. En esta actividad se da la posibilidad de observar la fauna y flora propias de la zona, a lo largo de un recorrido aproximado de una hora. 

## Accesibilidad
El centro facilita la accesibilidad para sillas de ruedas y personas con movilidad reducida, ya que cuenta con una rampa en la entrada del edificio y un ascensor que conduce al piso superior. 